# Церковь Марии Магдалины (Веймар)
Це́рковь Свято́й равноапо́стольной Мари́и Магдали́ны — православный храм на историческом кладбище города Веймара.
Храм относится к Восточному благочинию Берлинской и Германской епархии Русской православной церкви. Настоятель — протоиерей Михаил Рар (с 2000 года).

## История

### Первые храмы
Первый православный храм в Веймаре был устроен для принцессы Саксен-Веймарской Марии Павловны, дочери императора Павла I Домовая церковь Святой равноапостольной Марии Магдалины была освящена 6 (18) декабря 1804 года на первом этаже особняка фон Штейн
В храме часто бывал Гёте, проявлявший живой интерес, к древнерусскому иконописанию и церковному пению, императоры Александр I и Николай I. Протоиерей Никита Ясновский, совершавший богослужения в этом храме, был библиотекарем Марии Павловны и известен как первый переводчик Православной литургии со славянского языка на немецкий. Ежегодно, 11 (23) марта в храме служилась панихида по Павлу I. После кончины Марии Павловны церковь перешла на содержание русскому Министерству иностранных дел и стала считаться храмом при Императорской российской миссии в Веймаре. Церковь действовала до начала XX века.
В 1835 году на втором этаже северного флигеля замка была освящена «зимняя» церковь Святой Марии Магдалины, которая действовала до смерти герцогини, произошедшей в 1859 году.

### Современный храм
После смерти герцогиню, по её воле, погребли по чину Православной церкви. Гроб с телом поместили в герцогскую усыпальницу.
Отдельный православный храм был заложен 8 (20) июля 1860 года рядом с усыпальницей. Прежде начала возведения стен под будущий храм была привезена в больших объёмах земля из России.
Руководил строительством местный архитектор Фердинанд фон Штрейхган, автора проекта, выполненного в Москве, установить не удалось.
24 ноября (6 декабря) 1862 года церковь была освящена духовником герцогини протоиереем Стефаном Сабининым. Тогда же гроб герцогини был перенесён в крипту.
В 1877 году церковь была ограблена. В связи с этим часть утвари была перенесена в дворцовую домовую церковь (на Ackerwand, 25). Здесь же обычно и совершались богослужения. В храме-усыпальнице служили только в дни памяти Марии Павловны, в престольный праздник и при посещении царствующих особ.
С 1880 по 1907 год к Веймарской церкви был приписан Франценсбадский храм, а в 1882—1902 и 1906—1910 годах — и Мариенбадская церковь. В связи с этим в летний период богослужения в Веймаре не совершались.
В связи с закрытием в Веймаре русской дипломатической миссии, богослужения в надгробном храме прекратились в мае 1910 года, причт переведён во вновь построенный храм в Бухаресте. Православные богослужения совершались в Веймаре редко и только в домовой церкви.
С началом Первой мировой войны службы прекратились совсем.
2 сентября 1950 года храм был передан Русской православной церкви.
Митрополит Филарет (Вахромеев) (Митрополит Минский и Слуцкий, Патриарший Экзарх всея Беларуси, Свято-Успенской Жировицкой обители священноархимандрит.), освятил новый антиминс и прислал храмовую икону святой Марии Магдалины, написанную в греческом стиле.
В 1965—1982 годах церковь была приписана к Дрезденскому приходу.
В 1976 году был начат капитальный ремонт храма. В результате большой работы реставраторов он воссиял своей первозданной красотой. Для храма был сделан новый престол. 5 октября 1980 года патриарший экзарх, архиепископ Берлинский и Среднеевропейский Мелхиседек (Лебедев) вновь освятил обновлённую церковь. В слове, сказанном по этому поводу, архиерей отметил, что «Веймарский русский православный храм имеет особое значение, символически напоминая своим соседством с мавзолеем великих гуманистов Гёте и Шиллера обоюдные дружественные отношения между нашими народами».
14 ноября 1982 года было отмечено праздничным богослужением 120-летие храма, которое возглавил архиепископ Мелхиседек. На службе пел октет студентов Богословского факультета Университета имени Мартина Лютера Галле-Виттенберг. Как отметила 16 ноября 1982 года областная газета «Тюрингер Тагеблат», «в храм прибыли разделить юбилейную радость представители католической и лютеранской церкви и общественности».

## Архитектура, убранство
Храм, выдержанный в русско-византийском стиле, стоит на высоком цоколе. Пять куполов покрыты медью и расписаны узорами. Боковые главки находятся на высоких декоративных барабанах.
Наружные стены храма окрашены горизонтальными полосами жёлтой и коричневой охры. Входной портал обрамлён светлым песчаником. Над входной дверью в розетке помещена год освящения — «1862». Цветные стекла окон дополняют своей красочностью внутреннее благолепие церкви.
Внутренние размеры храма — 11 м на 9 м.
Резной белый с золотом одноярусный иконостас с восемью иконами был изготовлен русскими мастерами.
Немногочисленные росписи на стенах храма (Евангелисты в парусах) были написаны Г. Вислиценусом. Алтарные иконы равноапостольной Марии Магдалины и благоверного Александра Невского — Ниссеном.

### Гробница Марии Павловны
Саркофаг с гробом Марии Павловны находится в северной части храма, в крипте, соединённой с усыпальницей арочным проходом.
Ранее над ним в северной нише верхней части, ограждённой колонками и решёткой, возвышался не сохранившийся до настоящего времени мраморный кенотаф, покрытый горностаем. За ним на стене находился гобелен с гербами Российской империи и Веймарского герцогства. В изголовье кенотафа была помещена икона Божией Матери в серебряном окладе, находившаяся при жизни великой герцогини в её кабинете; у подножия — икона святой равноапостольной Марии Магдалины, принесённая Елене Павловне в дар великим князем Константином Николаевичем.
В пол церкви над саркофагом вставлена железная пластина с отверстиями, через неё в день кончины Марии Павловны, 11 (24) июня, в нижнюю часть храма проникают лучи солнца.
До 1955 года между саркофагом и надгробием супруга Марии Павловны стоял чугунный крест.

## Настоятели храма
| Настоятели храма       | Настоятели храма                                                                       |
| Годы                   | Настоятель                                                                             |
| ---------------------- | -------------------------------------------------------------------------------------- |
| 1804—1837              | протоиерей Никита Игнатьевич Ясновский (1775—1837; погребён на Иаковлевском кладбище)  |
| 1837—1863              | протоиерей Стефан Карпович Сабинин (1789—1863; погребён на историческом кладбище)      |
| 1863—1896              | протоиерей Владимир Семёнович Ладинский (1834—1896; погребён на историческом кладбище) |
| 1896—1898              | протоиерей Пётр Павлович Румянцев (1854—1935)                                          |
| 1898—1902              | протоиерей Николай Николаевич Писаревский                                              |
| 1902—1909              | протоиерей Иоанн Иванович Политов                                                      |
| 1910—1950              | период несамостоятельности прихода и закрытия храма                                    |
| 1950—1965              | протоиерей Андрей Мельник (…—1965; погребён на историческом кладбище)                  |
| 1965—1982              | период несамостоятельности прихода                                                     |
| 1982—1985              | игумен Макарий (Веретенников) (род. 1951)                                              |
| 1988—1991              | протоиерей Алексий Парфёнов                                                            |
| 1991—1994              | протоиерей Анатолий Анатольевич Родионов                                               |
| 1995—2000              | протоиерей Иоанн Зарецкий (род. в 1951 году)                                           |
| 2000 — настоящее время | протоиерей Михаил Глебович Рар (род. в 1963 году)                                      |